# I'm Just a Lucky So-and-So
I'm Just a Lucky So-and-So est une chanson de jazz composée en 1945 par le pianiste, compositeur et chef d'orchestre de jazz américain Duke Ellington, avec des paroles écrites par Mack David.
La chanson (dont le titre peut être traduit par Je ne suis qu'un petit veinard) est devenue un standard de jazz et a été reprise par de grands noms du jazz comme Louis Armstrong, Ella Fitzgerald, Sarah Vaughan, Billy Eckstine, Mose Allison et Tony Bennett.

## Versions notables
- Al Hibbler et Duke Ellington et son orchestre -  enregistré le 26 novembre 1945 pour RCA Records (référence 20-1799)[1] (Ellington, Johnny Hodges, Lawrence Brown)

- Marilyn Moore - Moody Marilyn Moore (1957)

- Eddie "Lockjaw" Davis et Shirley Scott - The Eddie "Lockjaw" Davis Cookbook Volume 3 (1958)

- Billy Eckstine et Quincy Jones - At Basin Street East (1961)

- Annie Ross - A Gasser! (1960)[2]

- Louis Armstrong et Duke Ellington - Together For The First Time (1961)

- Ella Fitzgerald avec Billy Kyle et son trio - enregistré pour Decca Records (référence 18814) à New York le 21 février 1946[3]

- Ella Fitzgerald - Jazz at the Philharmonic, The Ella Fitzgerald Set (Verve/Polygram) (1949)[4]

- Ella Fitzgerald - Ella Fitzgerald Sings the Duke Ellington Song Book (1957)

- Kenny Burrell - Soul Call (1964)[5]

- Sarah Vaughan - The Duke Ellington Songbook, Vol. 1 (1979)[6]

- Mose Allison - Middle Class White Boy (1982)[7]

- Tony Bennett - Tony (1957)

- Tony Bennett - Tony Bennett at Carnegie Hall (1962)[8]

- Hank Crawford - We Got a Good Thing Going (1972)

- Harry « Sweets » Edison et Eddie « Lockjaw » Davis - Jazz at the Philharmonic (1983)

- Dianne Reeves - "Echoes Of Ellington - Vol. 1" (1987)

- Diana Krall - Stepping Out (1993)

- Dr. John - Afterglow (1995)

- Joseph Leo Bwarie - The Good Stuff (2015)

- Houston Person - I'm Just a Lucky So and So (HighNote Records HCD 7327)

- Jim Tomlinson et Stacey Kent - Only Trust Your Heart (1999)[9]

- Anaïs Reno - Lovesome Thing (2021)[10],[11],[12],[13],[14]

Quelques interprètes de la chanson I'm Just a Lucky So-and-So
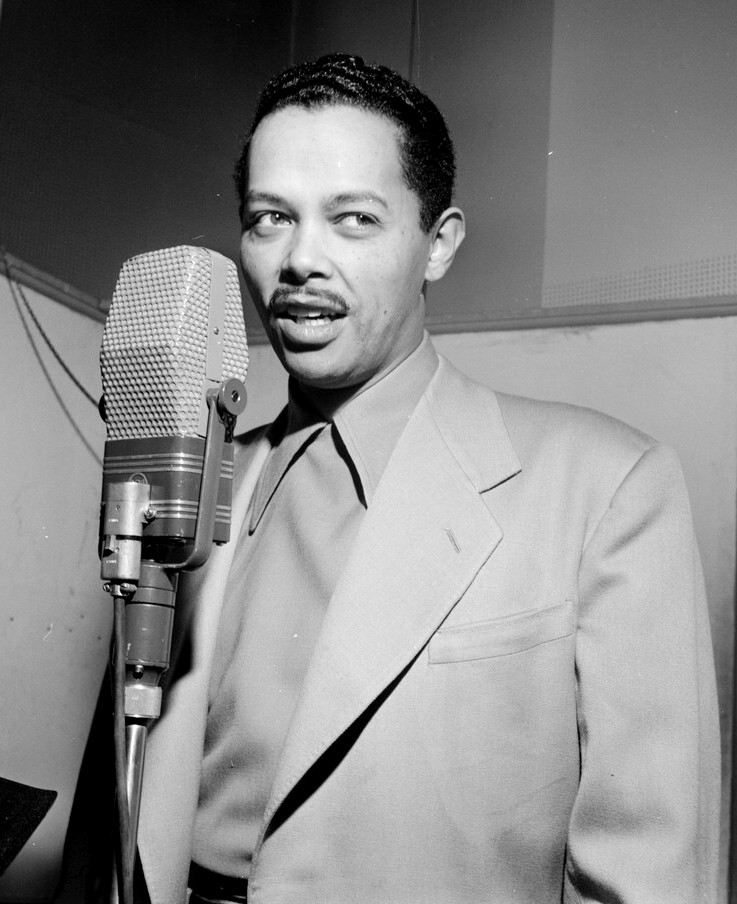
Billy Eckstine.
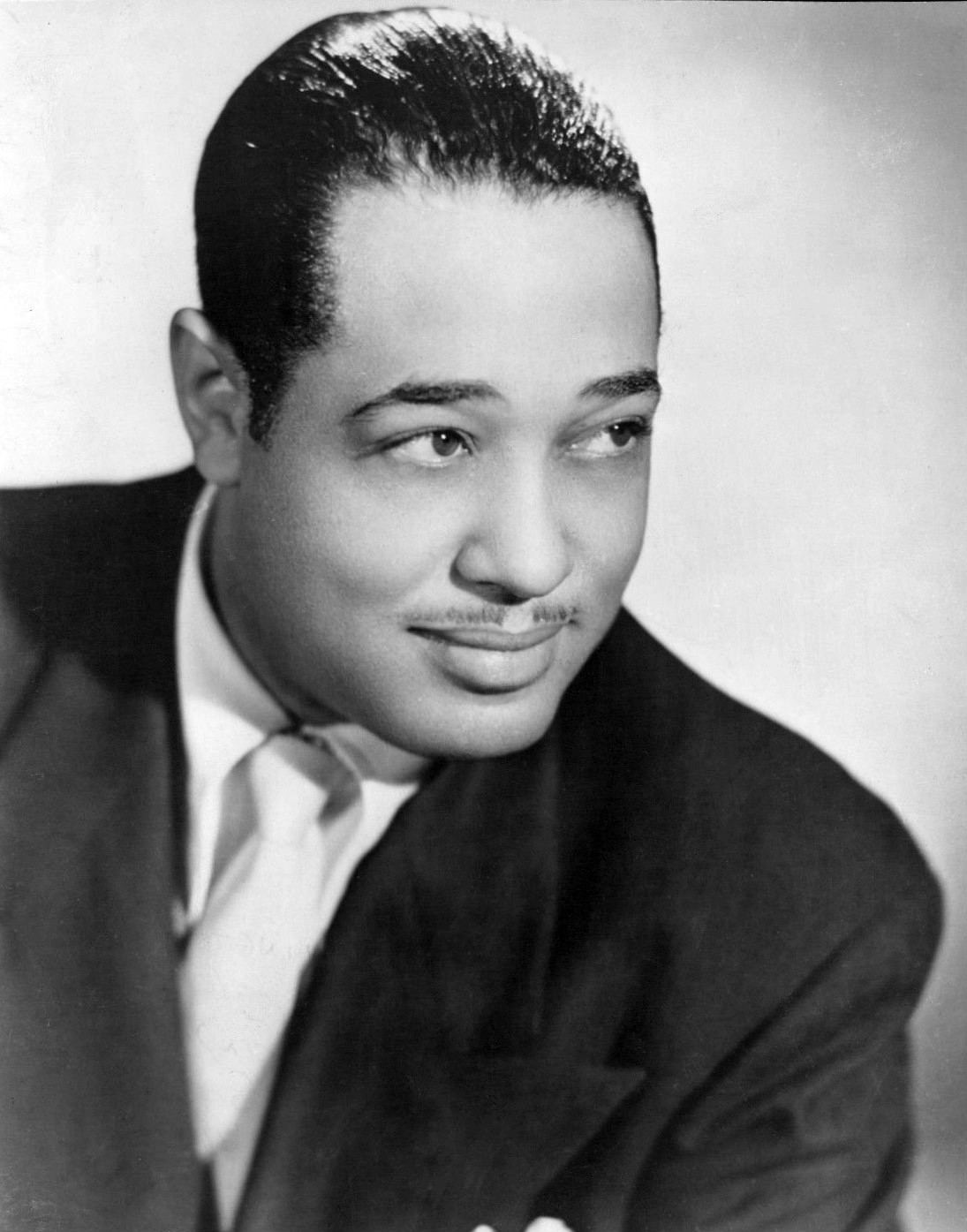
Duke Ellington.
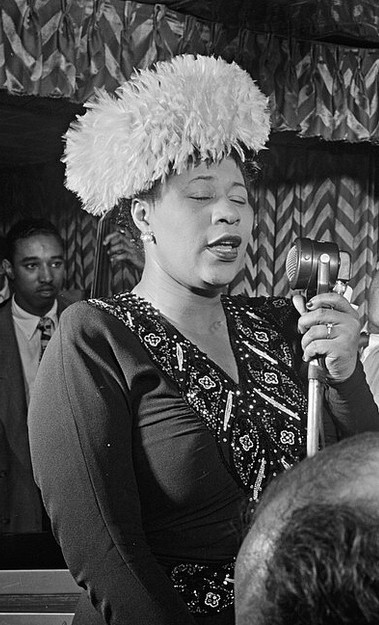
Ella Fitzgerald.
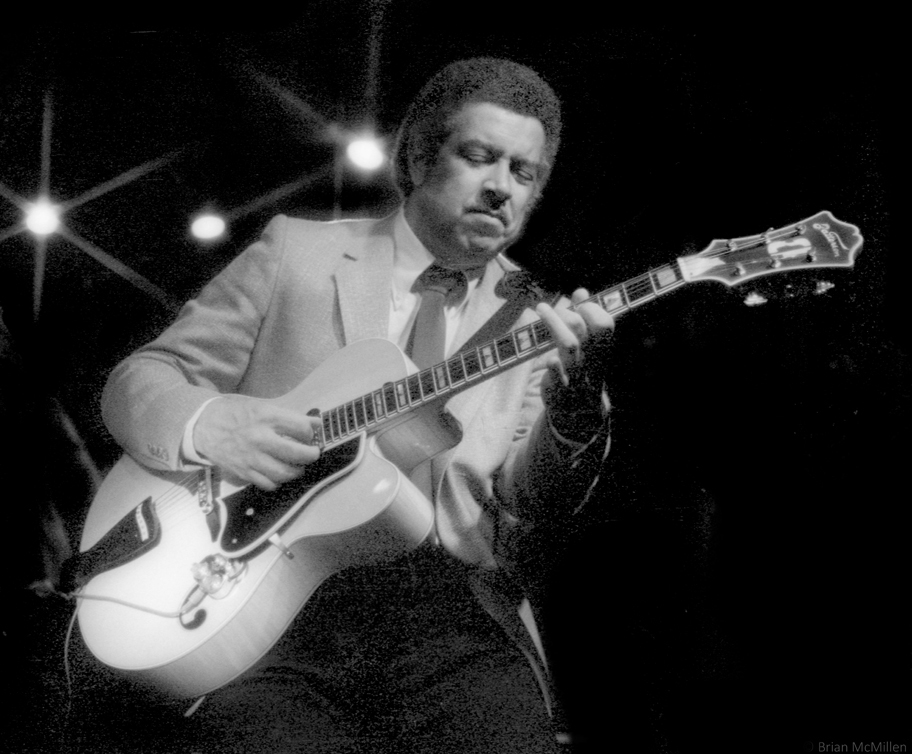
Kenny Burrell.
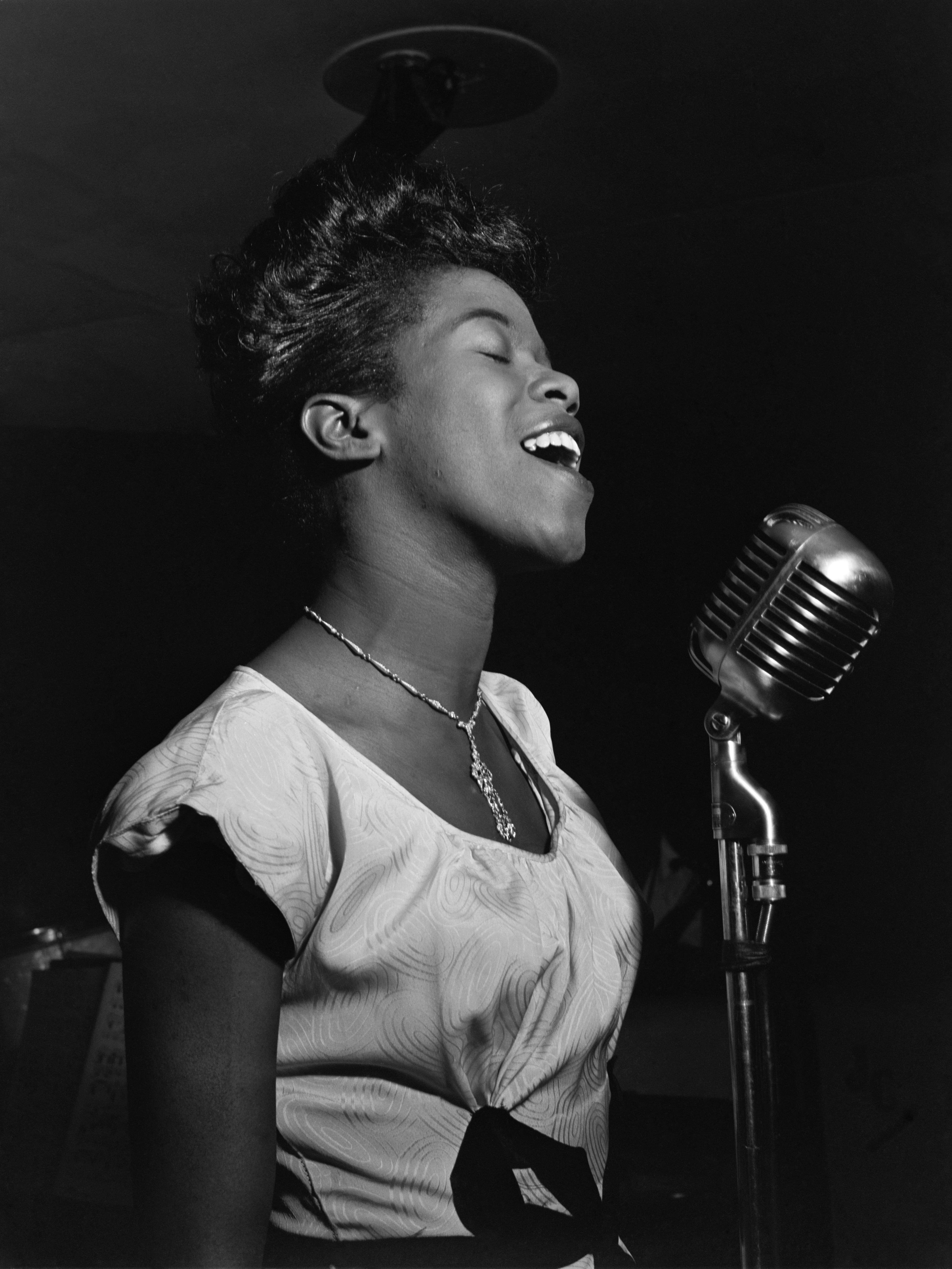
Sarah Vaughan.